# Coccus sociabilis
Coccus sociabilis är en insektsart som beskrevs av Hodgson 1969. Coccus sociabilis ingår i släktet Coccus och familjen skålsköldlöss.
Artens utbredningsområde är Zimbabwe. Inga underarter finns listade i Catalogue of Life.